# Ablaye Cissoko
Pour les articles homonymes, voir Cissoko.
Kimintang Mahamadou Cissoko, plus connu sous le nom de Ablaye Cissoko, est un auteur-compositeur et musicien sénégalais né en 1970 à Kolda.

## Biographie
Ablaye Cissoko descend d'une famille de griots. Il joue de la kora, un instrument à cordes africain, depuis l'âge de huit ans. Cissoko s'installe à Saint-Louis-du-Sénégal en 1985 et forme le groupe Ninki-Nanka,. Il joue au sein du Saint-Louis Jazz Orchestra. La formation, qui compte des musiciens africains et européens, se produit notamment au Festival international de Jazz de Saint-Louis.
Durant les années 2000, Ablaye Cissoko enregistre deux albums studio avec le producteur Patrick Faubert. Par la suite, il collabore avec d'autres musiciens, dont le trompettiste allemand Volker Goetze,, le musicien marocain Majid Bekkas, le saxophoniste français François Jeanneau et l'accordéoniste français Cyrille Brotto. African Jazz Roots, sorti en 2012, est réalisé avec le batteur Simon Goubert. L'année suivante, les musiciens sénégalais de l'ensemble Le Corda Ba participent à l'enregistrement de l'album Mes racines.

## Discographie

### Albums solo
- 2003 : Diam (Ma Case Records / L'autre distribution)
- 2005 : Le Griot rouge (Ma Case Records /L'autre distribution)
- 2010 : Saint Louis (Kora & Ko)
- 2013 : Mes racines (Ma Case Records /L'autre distribution)
- 2014 : Popenguine (Musique du documentaire Popenguine)

### Albums en collaboration
avec François Jeanneau
- 2007 : Quand se taisent les oiseaux (Bee Jazz)

avec Volker Goetze
- 2009 : Sira (ObliqSound)
- 2012 : Amanké Dionti (Motéma)
- 2014 : Djaliya (Ma Case Records /L'autre distribution)

avec Majid Bekkas
- 2011 : Mabrouk (Bee Jazz)

avec Simon Goubert
- 2012 : African Jazz Roots (Cristal Records)
- 2017 : African Jazz Roots - au loin (Ma Case)

avec Constantinople
- 2015 : Jardins Migrateurs
- 2019 : Traversées

avec Cyrille Brotto
- 2022: Instant
- 2025: Djiyo

avec Mishaa
- 2013 : Kano Mbifé II (Inédits, remix et bonus de l'album Mes Racines)